# ماثيو صموئيل
ماثيو صموئيل (بالإنجليزية: Mathew Samuel)‏ هو صحفي هندي، ولد في 1971 في Pathanapuram ‏ في الهند.